# Tscherepyn (Lwiw)
Tscherepyn (ukrainisch Черепин; russisch Черепин Tscherepin, polnisch Czerepin) ist ein Dorf in der westukrainischen Oblast Lwiw mit etwa 270 Einwohnern.

## Geschichte
1410 wurde das Dorf als Czerepyn erwähnt. Der besitzanzeigende Name ist vom ukrainischen Personennamen *Черепa (Череп — Schädel) abgeleitet, 1578 außerordentlich mit dem Suffix -iw an der Stelle von -yn/-in.
Das Dorf gehörte zur Adelsrepublik Polen-Litauen, Woiwodschaft Ruthenien, Lemberger Land. Bei der Ersten Teilung Polens kam das Dorf 1772 zum neuen Königreich Galizien und Lodomerien des habsburgischen Kaiserreichs (ab 1804).
Im Jahr 1900 hatte die Gemeinde Czerepin 80 Häuser mit 425 Einwohnern, davon waren 308 polnischsprachig, 117 ruthenischsprachig, 374 waren griechisch-katholisch, 47 römisch-katholisch, 4 waren Juden.
Nach dem Ende des Polnisch-Ukrainischen Kriegs 1919 kam Tscherepyn zu Polen. Im Jahre 1921 hatte die Gemeinde Czerepin 94 Häuser mit 558 Einwohnern, davon waren 504 Ruthenen (Ukrainer), 53 Polen, 513 waren griechisch-katholisch, 38 römisch-katholisch, es gab 6 Juden (Religion) und einen evangelischen Deutschen.
Im Zweiten Weltkrieg gehörte es zuerst zur Sowjetunion und ab 1941 zum Generalgouvernement, ab 1945 wieder zur Sowjetunion, heute zur Ukraine. In der Nacht von 20. auf 21. März 1944 wurden um 70 Dorfbewohner in einem Racheakt der Polnischen Heimatarmee getötet.
Am 22. August 2016 wurde das Dorf ein Teil neu gegründeten Landgemeinde Dawydiw, bis dahin war es ein Teil der Landratsgemeinde Dawydiw im Rajon Pustomyty.
Am 17. Juli 2020 wurde der Ort Teil des Rajons Lwiw.

## Weblinks

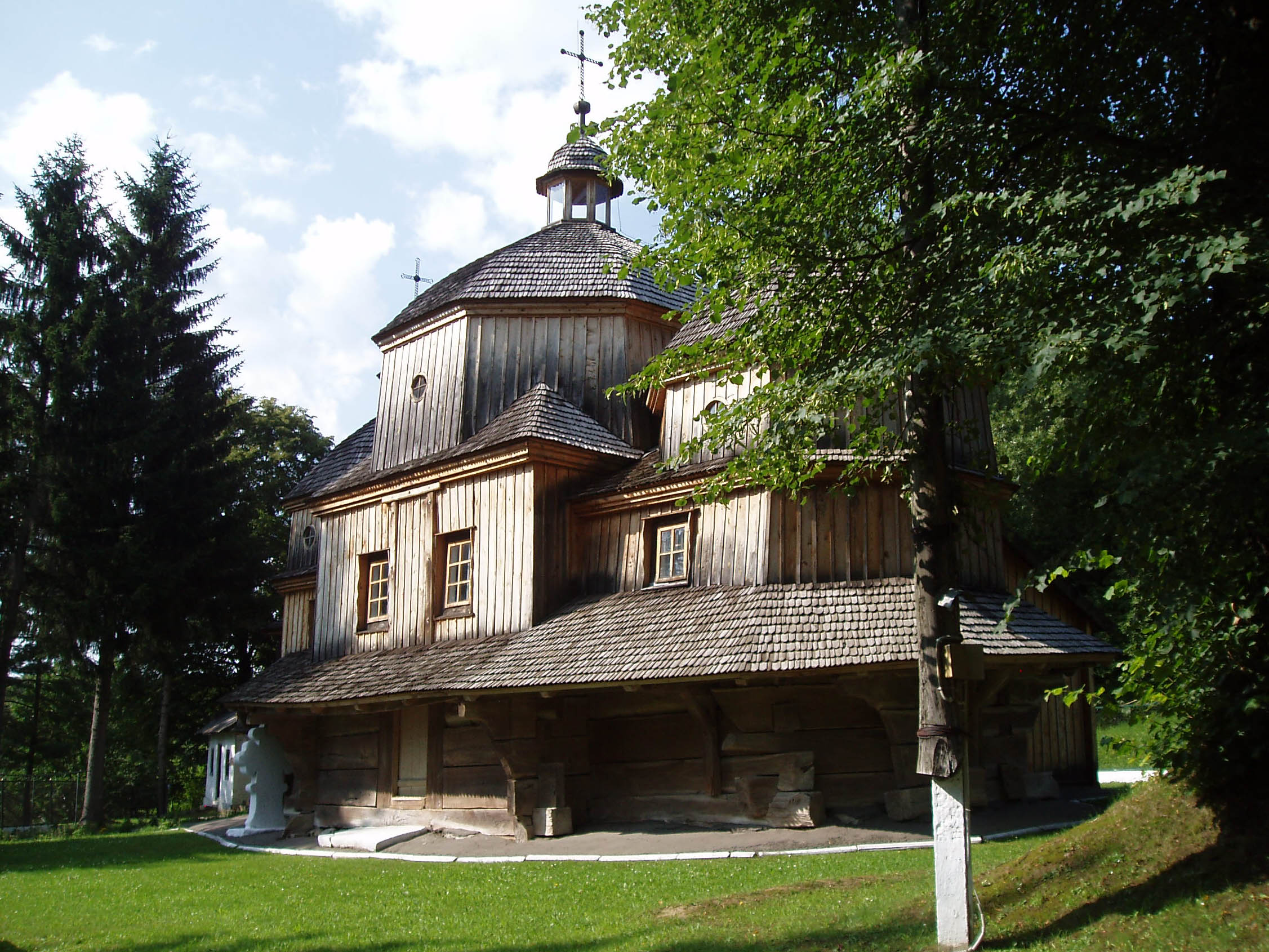
Holzkirche aus dem Jahr 1758